# ウリセスFC
ウリセスFC（アルメニア語: «Ուլիս» Ֆուտբոլային Ակումբ, 英語: Ulisses Football Club）は、アルメニアの首都エレバンをホームタウンとするサッカークラブ。

## 歴史
2006年、2006年のアルメニア・プレミアリーグ開幕前にウリセスFCは創設された（2005年はディナモ・ゼニトとして活動）。
2009年、プレミアリーグ3位になり、クラブ初の欧州カップ戦となるUEFAヨーロッパリーグ出場権獲得を獲得した。
2011年、プレミアリーグ初優勝を果たした。翌年、アルメニア・スーパーカップでアルメニア・インデペンデンスカップ優勝のFCミカと対戦し、0-0（PK戦 3-5）で敗れた。

## タイトル
- アルメニア・プレミアリーグ 優勝 (1) : 2011

## 過去の成績

### 国内大会成績
| シーズン | ディビジョン | 順位 | アルメニア・カップ |
| -------- | ------------ | ---- | ------------------ |
| 2006     | プレミア     | 8位  |                    |
| 2007     | プレミア     | 7位  | ベスト8            |
| 2008     | プレミア     | 6位  | ベスト8            |
| 2009     | プレミア     | 3位  | ベスト4            |
| 2010     | プレミア     | 3位  | ベスト4            |
| 2011     | プレミア     | 1位  | ベスト4            |
| 2012-13  | プレミア     | 6位  | ベスト8            |
| 2013-14  | プレミア     | 7位  | ベスト8            |
| 2014-15  | プレミア     |      | ベスト8            |

- 2011-12 アルメニア・インデペンデンスカップ ベスト4

出典

### UEFA主催大会成績
| 年度    | 大会                     | ラウンド  | 対戦相手                       | ホーム | アウェー | 合計 |
| ------- | ------------------------ | --------- | ------------------------------ | ------ | -------- | ---- |
| 2010-11 | UEFAヨーロッパリーグ     | 予選1回戦 | ブネイ・イェフダ・テルアビブFC | 0-0    | 0-1      | 0-1  |
| 2011-12 | UEFAヨーロッパリーグ     | 予選1回戦 | フェレンツヴァーロシュTC       | 0-2    | 0-3      | 0-5  |
| 2012-13 | UEFAチャンピオンズリーグ | 予選2回戦 | FCシェリフ・ティラスポリ       | 0-1    | 0-1      | 0-2  |

出典